# Replica 1
 (novembre 2021).
La mise en forme du texte ne suit pas les recommandations de Wikipédia : il faut le « wikifier ».
Les points d'amélioration suivants sont les cas les plus fréquents. Le détail des points à revoir est peut-être précisé sur la page de discussion.
- Les titres sont pré-formatés par le logiciel. Ils ne sont ni en capitales, ni en gras.
- Le texte ne doit pas être écrit en capitales (les noms de famille non plus), ni en gras, ni en italique, ni en « petit »…
- Le gras n'est utilisé que pour surligner le titre de l'article dans l'introduction, une seule fois.
- L'italique est rarement utilisé : mots en langue étrangère, titres d'œuvres, noms de bateaux, etc.
- Les citations ne sont pas en italique mais en corps de texte normal. Elles sont entourées par des guillemets français : « et ».
- Les listes à puces sont à éviter, des paragraphes rédigés étant largement préférés. Les tableaux sont à réserver à la présentation de données structurées (résultats, etc.).
- Les appels de note de bas de page (petits chiffres en exposant, introduits par l'outil «  Source ») sont à placer entre la fin de phrase et le point final[comme ça].
- Les liens internes (vers d'autres articles de Wikipédia) sont à choisir avec parcimonie. Créez des liens vers des articles approfondissant le sujet. Les termes génériques sans rapport avec le sujet sont à éviter, ainsi que les répétitions de liens vers un même terme.
- Les liens externes sont à placer uniquement dans une section « Liens externes », à la fin de l'article. Ces liens sont à choisir avec parcimonie suivant les règles définies. Si un lien sert de source à l'article, son insertion dans le texte est à faire par les notes de bas de page.
- La présentation des références doit suivre les conventions bibliographiques. Il est recommandé d'utiliser les modèles {{Ouvrage}}, {{Chapitre}}, {{Article}}, {{Lien web}} et/ou {{Bibliographie}}. Le mode d'édition visuel peut mettre en forme automatiquement les références.
- Insérer une infobox (cadre d'informations à droite) n'est pas obligatoire pour parachever la mise en page.

Pour une aide détaillée, merci de consulter Aide:Wikification.
Si vous pensez que ces points ont été résolus, vous pouvez retirer ce bandeau et améliorer la mise en forme d'un autre article.
 (novembre 2021).
Le Replica 1 est un clone de l'historique Apple I de 1976,. Il a été conçu par Vince Briel en 2003. C'était le premier clone Apple 1 à tirer parti de composants plus modernes, permettant au clone d'être produit avec des composants moins chers et plus largement disponibles tout en conservant les fonctionnalités de la machine originale.

## Histoire
Le Replica 1 est un clone de l'Apple I conçu par Vince Briel avec la permission du créateur original de l'Apple I, Steve Wozniak. La Replica 1 est fonctionnellement une copie fidèle de l'original, mais elle a été conçue en utilisant des pièces beaucoup plus modernes sur une conception de circuit imprimé plus petite et simplifiée. La Replica 1 est conçue autour de la même puce MOS Technology 6502 utilisée comme microprocesseur de l'Apple I. Comme l'original, la Replica 1 utilise une entrée/sortie AV simple pour se connecter à un téléviseur ou à un autre écran similaire. Il conserve la plupart des fonctionnalités de l'original, telles que l'absence de clé « delete ».

### Développement
Briels a décrit comment son premier prototype a été développé sur une platine d'expérimentation (sans soudure), avec le succès étant confirmé par la détection de bits correspondant à un caractère "\" sur la sortie de la puce de l'adaptateur d'interface périphérique. Briel a déclaré que son prochain prototype utilisait un microcontrôleur pour la sortie vers un terminal ou un programme d'émulation de terminal,. Le prototype final utilisait une carte de circuit imprimé, et était dotée d'un circuit qui implémentait une sortie de caractères 40x24 comme ce fut le cas du Apple I. Le seul changement de ce prototype par rapport à la première révision du prototype était l'ajout d'un connecteur de clavier PS/2,.
La première révision commerciale de la Replica 1 est venue avec une carte d'E/S série séparée. Cela a permis aux programmes écrits sur ou pour la Replica 1 d'être stockés sur n'importe quel disque dur de PC. Cela était nécessaire car le Replica 1 n'avait pas d'autre moyen de stockage de programme, car les lecteurs de cassettes (le périphérique de stockage de l'Apple I) sont rares. La carte E/S peut également être connectée aux ordinateurs Apple I d'origine[réf. nécessaire].
Apple n'avait aucune objection au projet puisque Wozniak avait donné son approbation et le design est techniquement celui de Wozniak puisqu'il a été conçu avant la création de la société elle-même. Apple avait précédemment publié tous les documents concernant l'Apple I sur Apple I Owners Club[réf. nécessaire].

### Replica 1 Original
La Replica 1 a été introduite sur le marché pour la première fois entre 2003 et 2005. Elle a toujours été fournie à la fois sous forme de kit à monter soi-même ou pré-assemblée,. L'alimentation était fournie via un connecteur à 12 broches compatible avec une alimentation PC/XT. L'entrée HID peut provenir d'un clavier de style ascii tel qu'utilisé dans Apple, d'un clavier de PC standard connecté via un connecteur PS/2, ou d'un terminal ou d'un émulateur de terminal connecté via la carte série additionelle (piggy-back) en option. Des microcontrôleurs AVR ont été utilisés à la fois pour les circuits de contrôle vidéo et l'interface clavier.
Il y avait un connecteur spécial électriquement compatible avec l'interface Apple 1 mais qui nécessitait une carte d'extension pour fournir l'interface physique correcte. Le panneau contenait également une petite zone de prototypage où des circuits et des composants personnalisés pouvaient être installés. Un exemple d'utilisation de la zone de prototypage est la modification automatique de la mise sous tension de Tranter à l'aide d'une puce de minuterie 555.
Comme le Woz monitor, le Replica 1 inclus (entier) Apple I BASIC en ROM pour permettre une programmation rapide et facile.
La mémoire était fournie par une puce RAM statique de 32 Ko de type 62256,.

### Deuxième édition
La deuxième édition (SE) a été introduite en 2006, la refonte apportant plusieurs connecteurs à la carte et sacrifiant la zone de la maquette pour les circuits associés. Le SE permettait plusieurs options pour alimenter la réplique 1 : alimentation PC externe standard ATX 20 broches ; connecteur jack 7–9 volts CC ; ou alimentation optionnelle via le port USB. Un port série a été installé sur la carte, éliminant ainsi le besoin de la carte série piggy-back en option.
La sortie vidéo pourrait s'avérer problématique avec cette version, en particulier sur certains équipements, les problèmes étant probablement pires sur les systèmes d'affichage européens basés sur 60 Hz.
Avec la version SE, l'EEPROM du firmware devait également inclure l' assembleur symboilc KRUSADER. {Sfn| spécifiquement développé par pour la réplique 1 . KRUSADER a été développé par Ken Wessen, qui a décrit son environnement de programmation comme comprenant un simple shell, un éditeur, un désassembleur et un débogueur de bas niveau, tous s'insérant dans un espace de moins de 4096 octets.

### Troisième édition
La troisième édition (TE) a été introduite en 2008 et a remplacé les circuits ATMega par une puce Parallax Propeller pour contrôler la sortie vidéo et l'entrée du clavier. L'extension a été complétée par une fente d'extension à 44 broches compatible Apple 1 et un connecteur de bord permettant à une carte d'extension compatible Apple 1 d'être directement insérée dans la réplique 1. USB a été éliminé de cette carte.

### Édition dix ans
En 2013, à l'occasion du dixième anniversaire de la création de la réplique 1, Briels a introduit une version connue sous le nom de TEN qui a une série limitée de 50 planches remarquables pour l'utilisation d'une planche de couleur rouge[réf. nécessaire]. À des fins pratiques, il s'agissait des mêmes que la réplique 1 plus qui devait suivre un an plus tard[réf. nécessaire].

### Replica 1 Plus
Le modèle le plus récent du Replica 1 est le Replica 1 Plus, maintenant vendu par ReActivemicro. Le modèle Second Edition intégrait à la fois l'ancienne carte d'E/S série et une nouvelle interface USB dans la carte principale. D'autres améliorations comprenaient une alimentation CC murale remplaçant la dépendance du modèle précédent à une alimentation PC complète et un indicateur lumineux de mise sous tension. Le modèle de troisième édition a supprimé l'interface USB et remplacé le microcontrôleur AVR utilisé pour générer la vidéo par une puce Parallax Propeller[réf. nécessaire].
L'annonce de Briel pour la version Replica 1 Plus en mai 2014 affirmait qu'elle autorisait une connexion directe au port USB d'un ordinateur pour l'alimentation et la programmation, et qu'elle disposait de deux ROM de firmware permettant la sélection du moniteur Apple 1 Basic ou Woz et Applesoft lite.
Le 1er mars 2018, ReActiveMicro a annoncé qu'il avait formé un partenariat avec Briel et qu'il vendrait et prendrait désormais en charge Replica 1 plus,.

## Assemblage de la Replica 1
Un certain soin est requis lors de l'assemblage de la réplique 1, en particulier une technique de soudage compétente est requise. Au KansasFest en juillet 2009, Briel a organisé un atelier pour aider les nouveaux propriétaires de Replica 1 à construire leur machine, le rédacteur en chef du magazine Computerworld, Ken Gange, documentant les erreurs qu'il avait commises en complétant une machine en état de marche.

## Capacité d'interfaçage
Les versions d'origine et de deuxième édition (SE) de la réplique 1 ne contenaient pas de connecteur d'extension (slot) compatible Apple 1, mais à la place, il y avait une carte d'extension qui pouvait être connectée et qui contenait des slots d'extension supplémentaires. La troisième édition (TE) et les modèles ultérieurs contiennent un emplacement compatible Apple 1 qui peut être utilisé pour connecter une carte d'extension compatible Apple 1 supplémentaire ou pour se connecter à la carte d'extension afin que des cartes d'extension Appled ou tierces d'origine supplémentaires puissent être ci-joint. Les cartes d'extension comprenaient le lecteur de carte et la carte  de Briel Computers.
Les autres connecteurs incluent (selon le modèle) :
- Port série RS-232 : pour l'interfaçage avec un ordinateur domestique exécutant un programme d'émulation de terminal, tel que HyperTerminal pour Windows ou ZTerm pour OS X. Cela permet une saisie rapide des données pour les programmes volumineux, ce qui est préférable à la saisie manuelle de tels programmes.
- Connecteur Apple 1 Edge : pour cartes d'extension mémoire.